# Меллер-Закомельский, Александр Владимирович
Барон Александр Владимирович Меллер-Закомельский (псевдоним А. Мельский) (1898—1977) — офицер кавалерии, участник Гражданской войны в России на стороне Белого движения. Белоэмигрант, публицист национал-социалистического толка – заметный деятель русского национал-социалистического движения в нацистской Германии.

## Биография

### Ранние годы
Родился в богатой дворянской семье помещика, горнопромышленника и предпринимателя Владимира Владимировича Меллер-Закомельского, из рода баронов Меллер-Закомельских. Учился в Александровском лицее.
В годы Гражданской войны — в кавалерии ВСЮР и армии Врангеля, сначала в конном строю, затем в пулемётной команде. Был награжден орденом св. Николая Чудотворца.

### Эмиграция. Участие в национал-социалистическом движении
В 1920-х годах Меллер-Закомельский проживал в Париже, участвовал в евразийском движении, затем начал публиковать антисемитские статьи. В 1933 г. переехал в Берлин, где вступил в Российское Освободительное Национальное Движение (РОНД), получив нем должность генерального секретаря; редактировал газеты движения «Пробуждение России» и «Голос РОНДа». После закрытия РОНД гестапо в конце того же года некоторое время состоял в Партии Российских Освобожденцев и Немецко-русском Штандарте.
Возглавлял Кружок российских культурно-политических исследований и Русский национал-социалистический семинар.
В 1937 году примкнул к Российскому Национальному и Социальному Движению (РНСД), став руководителем отдела пропаганды Движения. На этом посту редактировал ежемесячник «Осведомительный Вестник Отдела Пропаганды РНСД». Выступал с публичными лекциями, был одним из активных членов Антикоминтерна.
В годы Второй мировой войны готовил пропагандистские материалы по «еврейскому вопросу».
После окончания войны переехал в Испанию. Скончался Меллер-Закомельский в 1977 году в Барселоне.

## Сочинения
- Страшный вопрос о России и еврействе. — Париж, 1923.
- Евангелист ненависти. Жизнь Карла Маркса. — Берлин, 1933.
- У истоков великой ненависти. Очерки по еврейскому вопросу. — Берлин, 1942.

### Комментарии
1. ↑  Русская национал-социалистическая организация со штабом в Берлине; существовала с 1933 по 1939 гг.